# Chi Rắn hổ xiên
Chi Rắn hổ xiên (danh pháp khoa học: Pseudoxenodon) là một chi trong họ Rắn nước (Colubridae), được tìm thấy tại Đông Nam Á và Nam Á. Cùng với Plagiopholis hợp thành phân họ Pseudoxenodontinae.

## Các loài
Sáu loài dưới đây được công nhận.
- Pseudoxenodon bambusicola T. Vogt, 1922[2]: Miền nam Trung Quốc, bắc Việt Nam, Lào. Tên gọi tại Việt Nam: rắn hổ xiên tre.
- Pseudoxenodon baramensis (M.A. Smith, 1921)[3]: Malaysia.
- Pseudoxenodon inornatus (F. Boie, 1827)[4]: Indonesia.
- Pseudoxenodon karlschmidti Pope, 1928[5]: Miền nam Trung Quốc, bắc Việt Nam. Tên gọi tại Việt Nam: rắn hổ xiên can-smit, rắn hổ xiên Karl Schmidt.
- Pseudoxenodon macrops (Blyth, 1855)[6]: Ấn Độ, Nepal, Myanmar, Thái Lan, tây Malaysia, Việt Nam, Lào, Bhutan, tây nam Trung Quốc. Tên gọi tại Việt Nam: rắn hổ xiên mắt to.
- Pseudoxenodon stejnegeri Barbour, 1908[7]: Miền nam Trung Quốc (về phía bắc tới Hà Nam), Đài Loan.

## Từ nguyên
Các tính từ định danh loài karlschmidti và stejnegeri là để vinh danh các nhà bò sát học người Mỹ, tương ứng là Karl Patterson Schmidt (1890-1957) và Leonhard Stejneger (1851-1943).